# أذن داخلية
الأذن الداخلية تحتوي على العديد من التراكيب الدقيقة المتصلة ببعضها وتسمى أحياناً التيه، وهي عبارة عن مجموعة من الممرات المركبة بشكل معقد، وتتكون من تيه عظمي يحيط بتيه غشائي أصغر منه ويفصل بينهما سائل ذو تركيب خاص.
وتتكون الأذن الداخلية من ثلاثة أجزاء رئيسية هي 1- الدهليز. 2- القنوات شبه الدائرية. 3- القوقعة.

## الدهليز
الدهليز غرفة صغيرة، دائرية الشكل، طولها نحو 5ملم، وهو يمثل الجزء الأوسط من الأذن الداخلية، وتربط جدرانه العظمية بين القنوات شبه الدائرية والقوقعة، ويوجد بداخله كيسان يشبه كل واحد منهما الحقيبة ويدعيان "القُرَيْبَة" و"الكُيَيْس"، ويُوجد على الجدار الداخلي لكلا الكيسين انتفاخ مبطن بخلايا شعرية، وهذه الأخيرة خلايا حسية خاصة ذات بروزات دقيقة تشبه الشعر، وهي متصلة بالألياف العصبية، وتغطى بغشاء دقيق تنطمر فيه حبوب معدنية صغيرة تسمى غبار التوازن (بالإنجليزية: Otolith)‏.
للدهليز غشاءان صغيران يواجهان الأذن الوسطى، أولهما النافذة البيضوية التي تستند إلى الصفيحة القاعدية لعظم الرِّكاب، أما الثاني فهو النافذة المدورة التي تقع أسفل النافذة البيضوية مباشرة.

## القنوات شبه الدائرية
القنوات شبه الدائرية تقع خلف الدهليز وتتكون من ثلاث قنوات مرتبة فيما بينها بزوايا قائمة، وتسمى الجانبية والعليا والخلفية، وتقع القناة الجانبية في مستوى أفقي، في حين توجد القناتان العليا والخلفية بشكل عمودي، وتقع القناة العليا أمام القناة الخلفية وتشكل كل قناة ثلثي دائرة، وتحتوي على أنبوب مليء بسائل، ويتسع كل أنبوب عند نهايته مكوناً كيساً يسمى الأنبورة وهو يحتوي على خلايا شعرية تتصل بالألياف العصبية، كما أن أنابيب الخلايا شبه الدائرية تتصل بالقُرَيْبَة التي تتصل بدورها بالكُيَيْس عن طريق إحدى القنوات. ويتكون عضو الأذن المسؤول عن حفظ التوازن من القنوات شبه الدائرية والقُرَيْبَة والكُيَيْس، وهي تسمى أحياناً أعضاء الدهليز أو أعضاء التيه.

## القوقعة
القوقعة تقع أمام الدهليز وهي تشبه الصدفة الحلزونية، وتتكون من حلزون يدور حول نفسه مرتين ونصف المرة، وبداخله ثلاثة أنابيب ملتفة حولها ومليئة بسائل، ويبدأ الأنبوب الأول من النافذة البيضوية ويبدأ الثاني من النافذة المدورة، ويلتقي هذان الأنبوبان عند قمة الحلزون. أما الأنبوب الثالث الذي يسمى أنبوب القوقعة فيقع بين الأنبوبين الأولين. ويحتوي على الغشاء القاعدي الذي يوجد به أكثر من 15 ألف خلية شعرية، وهذه الخلايا تُكوِّنُ عضو كورتي وهو عضو السمع الفعلي. ويوجد غشاء آخر فوق الخلايا الشعرية يسمى الغشاء السقفي.

## العصب السمعي
يسمى عصب الأذن الداخلية بالعصب السمعي وهو العصب القحفي الثامن، وله فرعان: الأول هو عصب القوقعة الذي تمتد أليافه إلى الخلايا الشعرية الموجودة في عضو كورتي، والثاني هو العصب الدهليزي وتمتد أليافه إلى الخلايا الشعرية في القُرَيْبَة والكُيَيْس وأنبورة القنوات شبه الدائرية.

## معرض صور

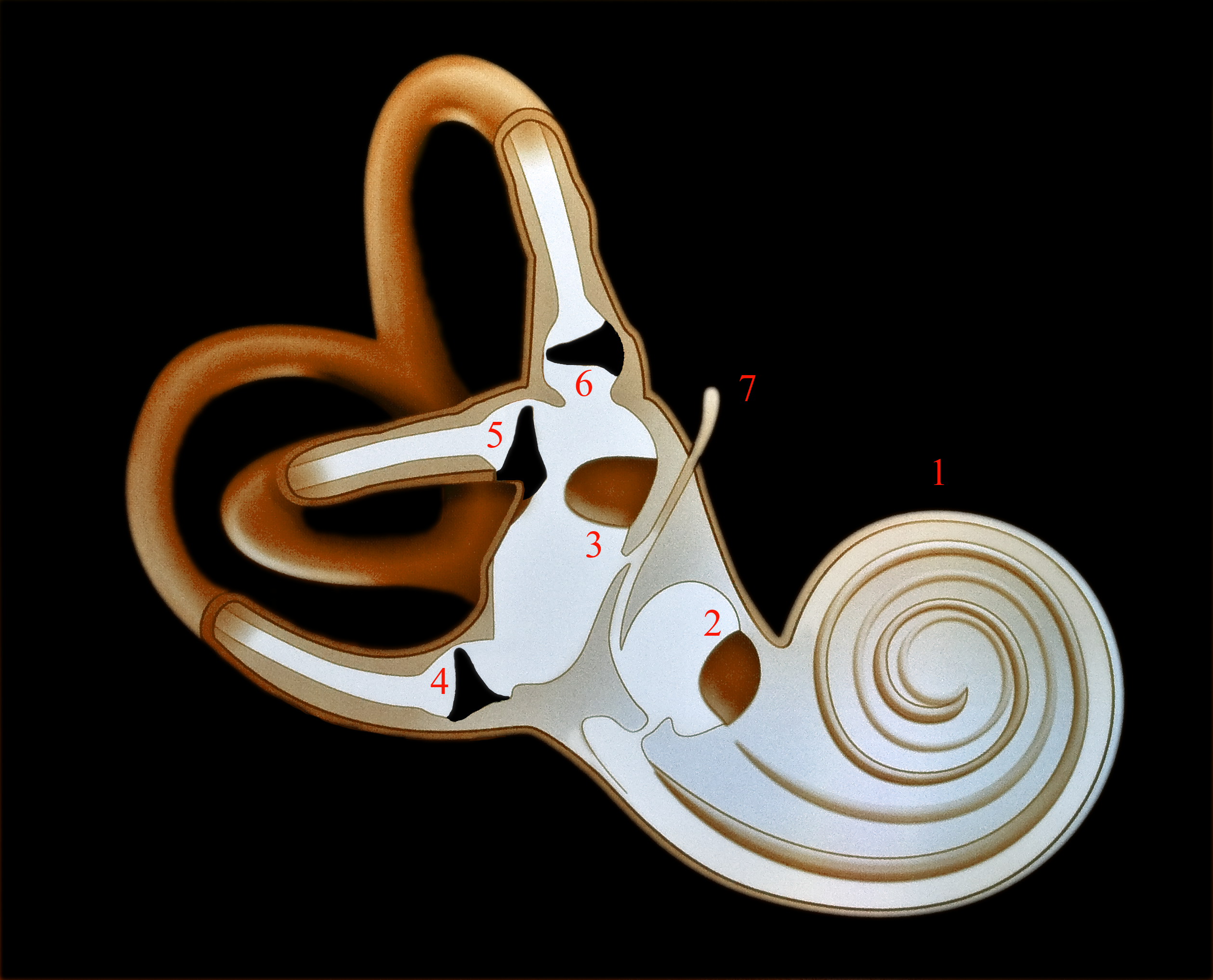
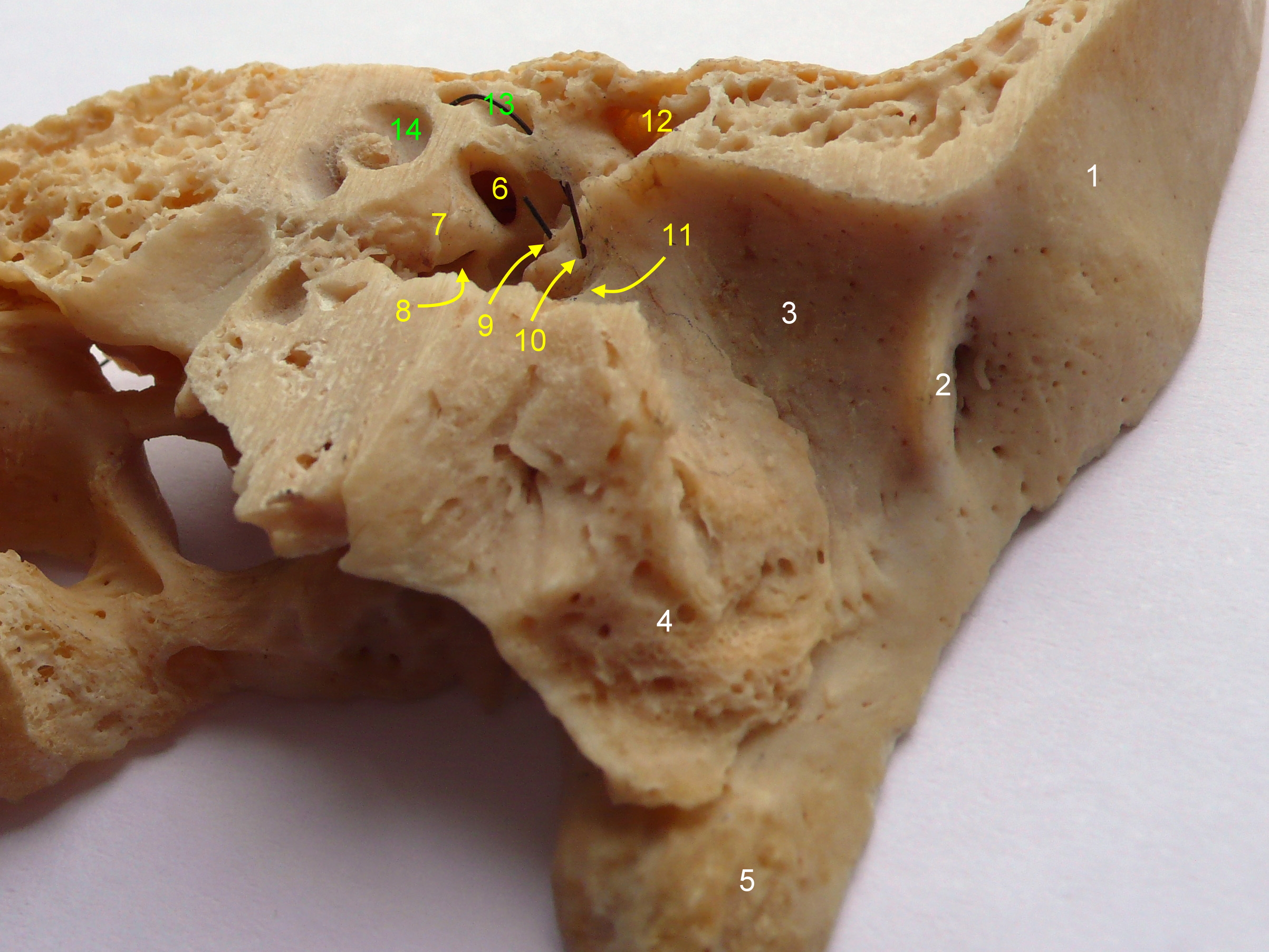
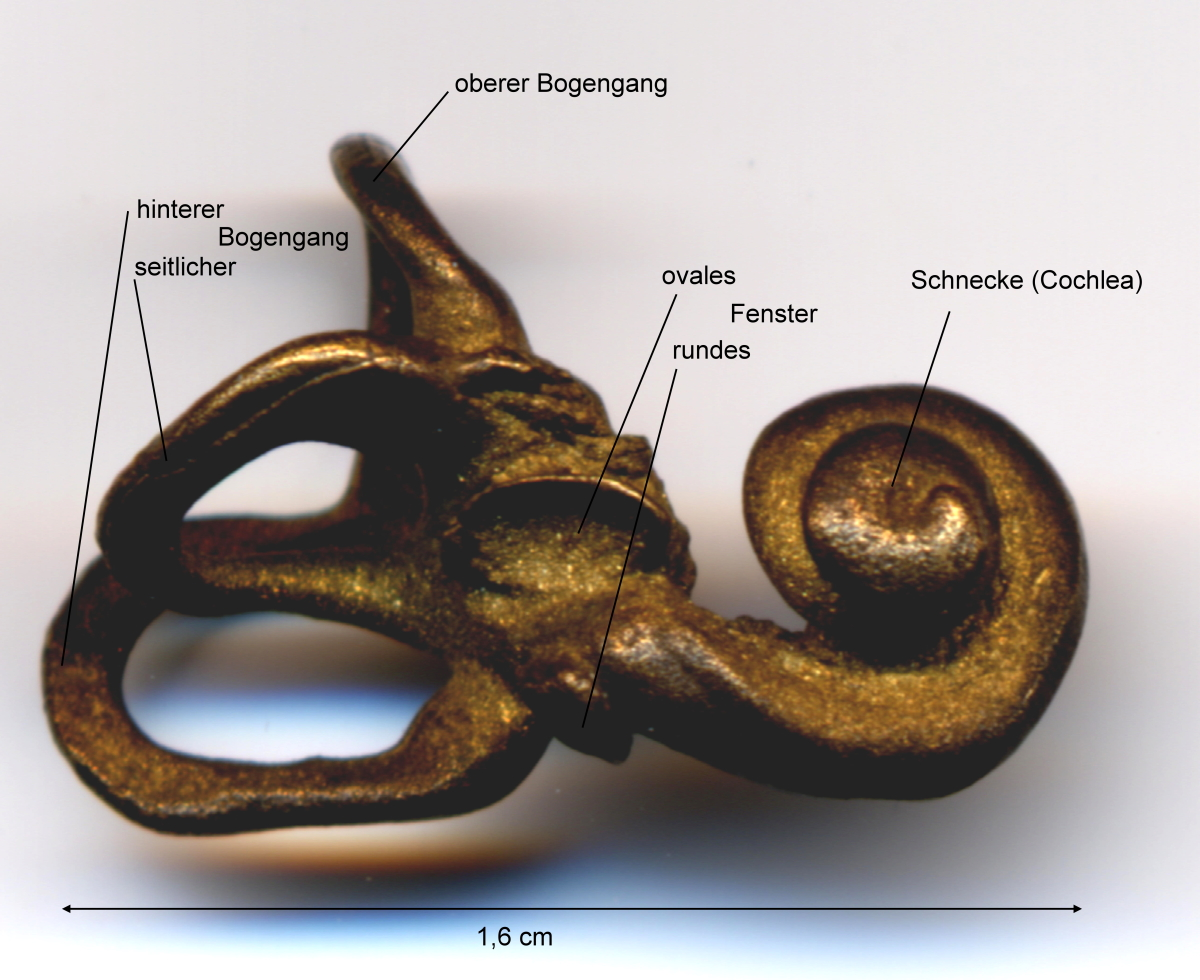